# Mobile Organised Crime Group

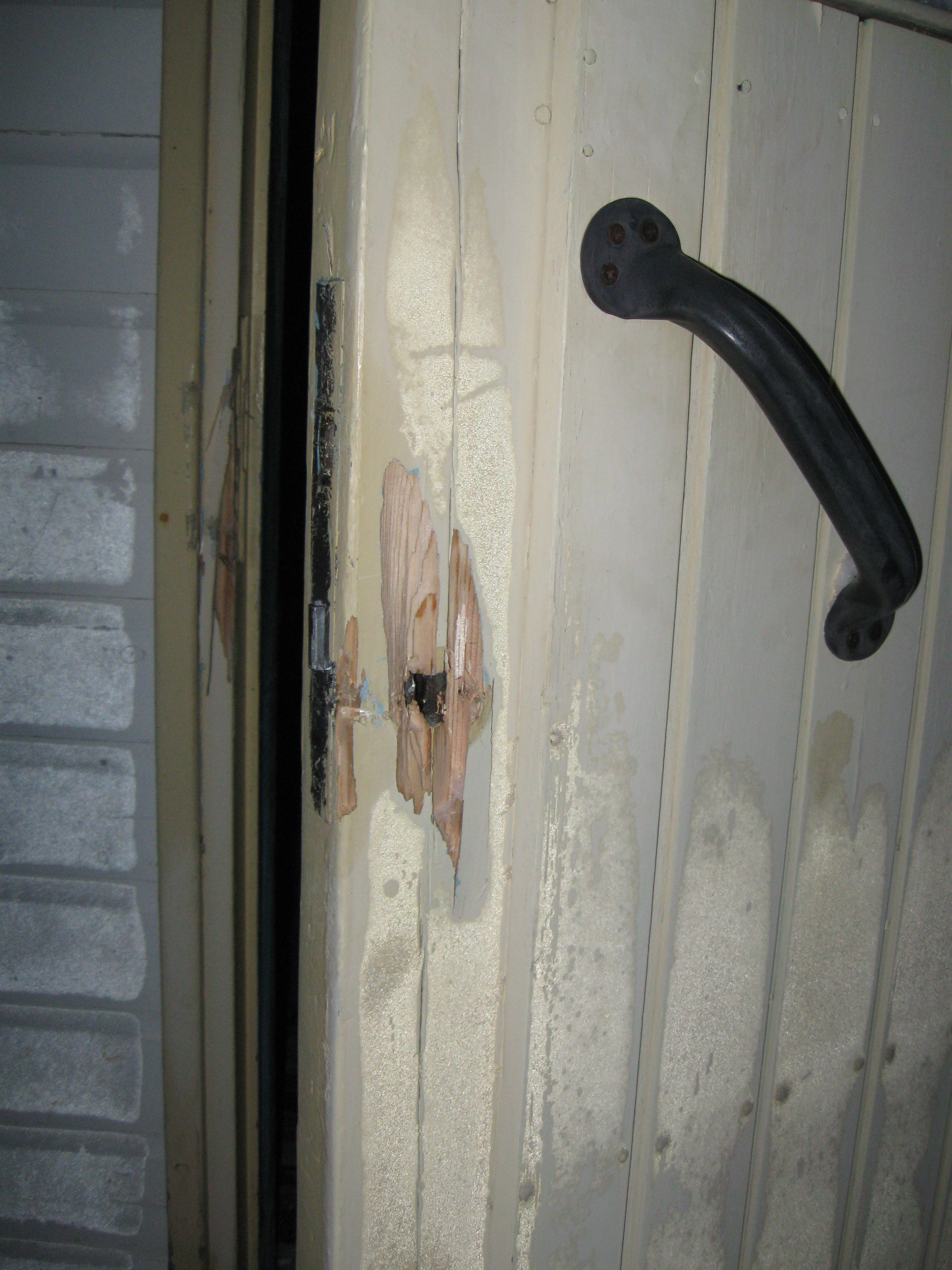
Gewaltsam geöffnete Türe

Mobile Organised Crime Groups sind organisierte Gruppen von Kriminellen, die europaweit agieren, auch Wanderkriminelle genannt. 
Sie sind insbesondere als Wohnungs- und Kellereinbrecher, beim Autoeinbruchsdiebstahl, Ladendiebstahl, Taschen- und Trickdiebstahl, Schockanrufe (Enkeltrick), Buntmetalldiebstahl und beim Skimming sowie Cash Trapping tätig. Die Gruppen bestehen in der Regel aus fünf bis 25 Tätern, oft stammen diese aus Süd-/Ost-Europa. Meist werden zahlreiche Taten in kurzer Abfolge begangen, so dass ein hoher Gesamtschaden entsteht. 
Zur verstärkten Bekämpfung der Wanderkriminalität wurde bei Europol von den Ländern Belgien und Frankreich das EMPACT-Projekt Mobile (itinerant) OC Groups (MOCG) ins Leben gerufen. Immer wieder werden von den Banden Kinder, oder Personen die vorgeben noch nicht 14 Jahre alt zu sein, zur Begehung der Straftaten eingesetzt. Unter 14 ist man nicht strafmündig, so hofft man sich der Strafverfolgung zu entziehen. Die Ermittlung der Hintermänner gelingt meist nicht, diese sind in mittelbarer Täterschaft gem. § 25 Abs. 1, 2. Alt. StGB für die Taten verantwortlich.  